# نوب وننت
نوب وننت أو نوب ونِّت أو نوبونت ، هي ملكة مصرية قديمة غير حاكمة أو زوجة ملك ، و هي زوجة الملك بيبي الأول من الأسرة السادسة.

## ألقابها
حملت الملكة نوبونت الألقاب التالية:
- عظيمة صولجان حتس (المفضلة عند الملك).
- من ترى حور و ست.
- عظيمة الثناء.
- زوجة الملك و حبيبته.
- الزوجة المحبوبة لملك هرم بيبي من نفر.
- رفيقة حور.[2]

## مدفنها
دفنت الملكة نوبونت في هرم تابع لمجمع هرم الملك بيبي الأول في سقارة. و يقع مجمع هرم نوبونت في الجزء الشرقي الأقصى من مجمع هرم بيبي الأول. و كان لنوبونت هرم صغير (بطول جانب قاعدة 21 مترا، و ارتفاع أعلى من 21 مترا)، و مجمع جنائزي صغير ، و الذي أصبح الآن في معظمه مخرد خرائب و دماراً . و كان الهرم مصنوعاً من الحجر الجيري ، في حين أن المعبد شيد من الطوب اللبن.